# Dulce veneno
Dulce veneno es el decimotercer álbum de estudio realizado por el cantante mexicano Mijares. Este fue lanzado al mercado mexicano y latinoamericano el 10 de diciembre de 2002 por la compañía de discos Universal Music; siendo el último álbum que realiza bajo esta disquera; los productores y directores de este material son Pancho Ruíz, Memo Gil y el mismo cantante. El álbum no tuvo la promoción necesaria para repuntar y por lo tanto tuvo poco éxito.

## Lista de canciones
| Dulce veneno |                     |              |          |  |
| N.º          | Título              | Escritor(es) | Duración |  |
| 1.           | «Acércate»          |              |          |  |
| 2.           | «Buscaré un lugar»  |              |          |  |
| 3.           | «Mi única verdad»   |              |          |  |
| 4.           | «Dame tus alas»     |              |          |  |
| 5.           | «Qué fue»           |              |          |  |
| 6.           | «Yo sin ti»         |              |          |  |
| 7.           | «Dulce veneno»      |              |          |  |
| 8.           | «Quédate»           |              |          |  |
| 9.           | «Terminas, empiezo» |              |          |  |
| 10.          | «A ver»             |              |          |  |
| 11.          | «Huracán»           |              |          |  |
| 12.          | «Solo»              |              |          |  |

### Sencillos
- Acércate
- Solo

## Sencillos promocionales
- Dulce veneno